# Germán Efromovich
Germán Efromovich, né le 28 mars 1950 à La Paz en Bolivie, est un entrepreneur brésilien-colombien, fondateur de Synergy Group et CEO du groupe aéronautique Avianca Holdings.

## Biographie

### Origines et formation
Sa famille est originaire de Pologne. En cherchant un nouvel accueil après la Seconde Guerre mondiale, ses parents quittent la Pologne vers l'Amérique du Sud, d'abord en Bolivie, puis au Chili, où Germán Efromovich est élevé à partir de 1955 à Arica et enfin à partir de 1964 à São Paulo, au Brésil.
Au lycée, il vend des cailles pour générer ses premiers revenus. Germán Efromovich obtient son diplôme en génie mécanique à la Faculté de Génie industriel (pt) (FEI) de São Paulo.

### Synergy Group
Il commence sa carrière dans le Groupe SGS au Brésil. Dès 1977, il développe un groupe d'entreprises centrées sur le marché du pétrole au Brésil. Tirant parti de la création et l'expansion des entreprises dans divers secteurs productifs de plus de 35 ans, il forme ce qui est maintenant connu sous le nom de Synergy Group, basée à Rio de Janeiro, un conglomérat d'entreprises avec des intérêts commerciaux diversifiés. Le groupe possède des investissements dans le pétrole et l'énergie, la construction navale, les services pétroliers et les inspections techniques, la radiochimie, les produits radiopharmaceutiques, l'agriculture et de l'aviation.

### Avianca
En 1998, un fournisseur lui règle une facture avec un petit avion Beechcraft King Air. Synergy Group propose alors à son personnel des vols vers les centres d'extraction et de production, puis offre ce service à ses clients, ce qui marque la naissance de la marque commerciale OceanAir (renommée Avianca Brazil en avril 2010).
En 2004, Germán Efromovich achète la compagnie aérienne colombienne Avianca, alors en faillite, pour 64 millions US$ et la prise en charge de 220 millions de US$ de dettes. La même année, il rachète la compagnie aérienne péruvienne Wayra Peru, mais l'entreprise périclite quelques mois plus tard.
En 2011, Avianca exploite une flotte de plus de 100 avions gros porteurs. La société Avianca Holdings, a réalisé en 2011 un bénéfice de 202 milliards de pesos (US $ 114 millions). Dans le secteur du transport aérien, les compagnies suivantes font également partie du groupe avec Avianca : Helicol et PAS en Colombie, Ocean Air au Brésil , Avianca Ecuador et d'autres services d'hélicoptères, des taxis aériens, des services d'entretien d'aéronefs et des compagnies de jets privés opérant dans la région.

## Vie privée
Germán Efromovich a un frère cinq ans plus jeune, José Efromovich, aujourd'hui président de Avianca Brazil. Il est marié, est le père de 3 filles, et réside à Rio de Janeiro et Bogota.
En 2005, il reçoit la citoyenneté colombienne.
En 2017, son nom apparaît dans les révélations des Paradise Papers,